# Wikipedia in turco
La Wikipedia in turco (Türkçe Vikipedi), spesso abbreviata come tr.wiki,  è l'edizione in lingua turca dell'enciclopedia online Wikipedia. È stata avviata il 5 dicembre 2002.

## Riconoscimenti
Nel 2006 ha vinto il  Altın Örümcek Web Ödülleri, premio per siti Internet turchi, sotto la categoria Scienze.

## Evoluzione e crescita
Il ritmo numerico di crescita relativo alle nuove voci è molto basso rispetto al numero complessivo delle voci stesse, infatti la Wikipedia in turco è stata sorpassata da 7 edizioni di Wikipedia solo nel 2010.
Dal 29 aprile 2017 le autorità turche hanno bloccato l'accesso a Wikipedia motivandolo con il fatto «di essere diventata la fonte di informazione per gruppi che conducono una campagna diffamatoria contro la Turchia nell’arena internazionale». Wikipedia è tornata accessibile in Turchia il 15 gennaio 2020 in seguito ad una sentenza della Corte costituzionale della Turchia che stabiliva che il blocco attuato oltre due anni prima violava la libertà d'informazione.

## Statistiche
La Wikipedia in turco ha 631 156 voci, 3 292 839 pagine, 1 649 635 utenti registrati di cui 2 505 attivi, 23 amministratori e una "profondità" (depth) di 189 (al 20 marzo 2025).
È la 25ª Wikipedia per numero di voci ma, come "profondità", è la 14ª fra quelle con più di 100.000 voci (al 14 ottobre 2024).

## Cronologia
- 10 novembre 2005 — supera le 10.000 voci
- 9 marzo 2007 — supera le 50.000 voci
- 3 febbraio 2008 — supera le 100.000 voci ed è la 18ª Wikipedia per numero di voci
- 18 settembre 2010 — supera le 150.000 voci ed è la 20ª Wikipedia per numero di voci
- 9 dicembre 2012 — supera le 200.000 voci ed è la 26ª Wikipedia per numero di voci
- 13 ottobre 2017 — supera le 300.000 voci ed è la 30ª Wikipedia per numero di voci
- 27 aprile 2021 — supera le 400.000 voci ed è la 31ª Wikipedia per numero di voci
- 8 luglio 2022 — supera le 500.000 voci ed è la 28ª Wikipedia per numero di voci
- 6 aprile 2024 — supera le 600.000 voci ed è la 25ª Wikipedia per numero di voci